# Колиш, Рудольф Рафаэль
Рудольф Рафаэль Колиш (нем. Rudolf Rafael Kolisch; 10 декабря 1867, Коричани, ныне район Кромержиж, Чехия — 7 апреля 1922, Вена) — австрийский медик. Отец скрипача Рудольфа Колиша.
Учился в Гейдельбергском и Венском университетах, в 1891 г. получил степень доктора медицины. Стажировался под руководством Эрнста Людвига и Юлиуса Маутнера, затем некоторое время работал в венской университетской клинике у Эдмунда Нейссера. В 1896 г. габилитировался и занял должность приват-доцента на кафедре внутренних болезней, с 1898 г. вёл также летнюю практику в Карлсбаде.
Занимался исследованиями этиологии и лечения подагры, нефрита, ожирения, нарушением обмена веществ при заболеваниях крови, однако в первую очередь приобрёл известность как специалист по сахарному диабету. Колиш в особенности работал над изучением роли питания в развитии болезни. Итоговой работой Колиша в этой области стала монография «Теория стимулов и современные методы лечения диабета» (нем. Die Reiztheorie und die modernen Behandlungsmethoden des Diabetes; 1918), важное значение также имела книга для врачей «Пособие по диетотерапии хронических болезней» (нем. Lehrbuch der diätetischen Therapie chronischer Krankheiten; 1899).